# Juanfran García
Juan Francisco García García (Valencia, España; 15 de julio de 1976), más conocido como Juanfran García, es un exfutbolista y entrenador español. Actualmente dirige a la S. D. Ponferradina de la Primera RFEF de España. Jugaba de lateral izquierdo. Con una longeva carrera de 22 años como profesional, el equipo donde más jugó fue el Levante U. D., donde es el tercer jugador con más partidos oficiales disputados.

## Trayectoria como jugador
Su primer equipo profesional fue el Levante U. D., en el que jugó tres temporadas y con el que consiguió el ascenso de categoría desde la Segunda División B. Gracias a esos años, el Valencia C. F. puso su punto de mira en él y allí jugó durante dos temporadas, ganando una Copa del Rey en 1999. 
Ese mismo año, fichó por el Real Club Celta de Vigo, donde consiguió la clasificación para la Liga de Campeones de la UEFA y en la que logró hacer seis goles, siendo uno de ellos el primero marcado por este club en dicha competición. Sin embargo, el mismo año en el que el Celta participó en la Liga de Campeones de la UEFA, el equipo descendió a la Segunda División. Estando en este club, Juanfran fue convocado para la Selección de José Antonio Camacho para disputar la Copa Mundial de Fútbol 2002.
Este descenso hizo que Juanfran emigrase a la Superliga de Turquía, más concretamente al Beşiktaş, de la mano del entrenador Vicente del Bosque. Sin embargo, la marcha del propio del Bosque produce también la marcha de Juanfran del club. En 2005 Fichó por el Ajax de Ámsterdam, club en el que logró ganar una Copa y una Supercopa holandesas.
En el verano de 2006, regresó al fútbol español, fichando por el Real Zaragoza. Tras ser apartado de la entidad del conjunto de la capital aragonesa, Juanfran fichó en 2008 por el equipo griego AEK de Atenas, donde consiguió un subcampeonato de liga. En el mercado de invierno de 2010, el Levante U. D. anunció haber logrado la cesión del futbolista hasta el final de la temporada 2009-10. A sus 34 años, Juanfran regresaba a club que le abrió las puertas al fútbol profesional, tal como hizo su excompañero en el Levante Sergio Martínez Ballesteros una temporada antes.
El 20 de septiembre de 2012, Juanfran, consiguió anotar el primer tanto europeo en la historia del Levante U. D., ante el Helsingborgs IF en el primer partido de la fase de clasificación de la Europa League, que acabaría con marcador de 1-0 a favor de los granotas, en su primer partido en competición europea. Juanfran y su Levante U. D., en su primera temporada en Europa, consiguieron llegar hasta los octavos de final de la Europa League donde son eliminados por el Rubin Kazan ruso en su primera participación en competición europea.
En 2016 colgó las botas en el Levante U. D.. Además estuvo inmerso en el juicio por amaño en el Levante U. D. - Real Zaragoza pero saldría absuelto de cualquier cargo.

## Trayectoria como entrenador
El 30 de junio de 2020, firma como entrenador del C. D. Lugo de la Segunda División de España, sustituyendo a Curro Torres para afrontar las últimas seis jornadas de liga con el equipo del Anxo Carro en puestos de descenso. Finalmente consiguió la salvación al conseguir cuatro victorias y dos empates cuando se hizo cargo del equipo.
Al comienzo de la temporada 2020-21, el 11 de octubre de 2020, sería cesado como técnico del C. D. Lugo después de haber perdido cuatro de los cinco primeros partidos del campeonato, poniendo fin a su etapa en el conjunto lucense, siendo sustituido por el franco-tunecino Mehdi Nafti.
El 10 de abril de 2023, se convirtió en nuevo entrenador de la Sociedad Deportiva Ponferradina de la Segunda División de España, en sustitución de David Gallego.
El 19 de marzo de 2024, regresa a la Sociedad Deportiva Ponferradina de la Primera RFEF de España.

## Datos profesionales
- Debut en primera división: 31 de agosto de 1997, R. C. D. Mallorca 2-1 Valencia C. F..
- Debut con la selección española: 29 de marzo de 2000, España 2-0 Italia.
- Empezó como delantero centro pero, años después, en el Levante, primero Carlos Simón y luego Mané le convirtieron en lateral-izquierdo.
- Jugó 3 partidos en el Mundial de Corea y Japón 2002, contra Eslovenia, Paraguay e Irlanda.
- Marcó el primer gol de la historia del Real Club Celta de Vigo en la Champions League, contra el Club Brujas, y el gol 1900, contra el Racing de Santander.
- Marcó el primer gol de la historia del Estadio El Toralín, en el partido de inauguración entre la S. D. Ponferradina y el R. C. Celta de Vigo (5 de septiembre del año 2000).

## Clubes

### Como jugador
| Club                    | País    | Año       | Partidos | Goles |
| ----------------------- | ------- | --------- | -------- | ----- |
| C. D. Serranos          | España  | Inicios   |          |       |
| Levante U. D.           | España  | 1993-1997 | 52       | 1     |
| Valencia C. F.          | España  | 1997-1999 | 54       | 0     |
| Real Club Celta de Vigo | España  | 1999-2004 | 176      | 9     |
| Beşiktaş                | Turquía | 2004-2005 | 19       | 1     |
| Ajax                    | Holanda | 2005-2006 | 21       | 0     |
| Real Zaragoza           | España  | 2006-2008 | 71       | 0     |
| A. E. K. de Atenas      | Grecia  | 2008-2009 | 26       | 0     |
| Levante U. D.           | España  | 2009-2016 | 192      | 2     |

### Como entrenador
| Club            | País   | Año  |
| --------------- | ------ | ---- |
| C. D. Lugo      | España | 2020 |
| SD Ponferradina | España | 2023 |
| SD Ponferradina | España | 2024 |

## Palmarés

### Campeonatos nacionales
| Título                        | Equipo         | País    | Año       |
| ----------------------------- | -------------- | ------- | --------- |
| Copa del Rey                  | Valencia C. F. | España  | 1998-1999 |
| Copa de los Países Bajos      | Ajax           | Holanda | 2005-2006 |
| Supercopa de los Países Bajos | Ajax           | Holanda | 2005-2006 |

### Campeonatos internacionales
| Título                    | Club           | Región | Año  |
| ------------------------- | -------------- | ------ | ---- |
| Copa Intertoto de la UEFA | Valencia C. F. | Europa | 1998 |
| Copa Intertoto de la UEFA | Celta de Vigo  | Europa | 2000 |